# Razak Boukari
Razak Boukari (* 25. duben 1987, Lomé, Togo) je tožský fotbalový útočník, který hraje za francouzský tým LB Châteauroux. Jeho otec Sadou Boukari také reprezentoval Togo.

## Reprezentační kariéra
Boukari má dvojí občanství, tožské a francouzské. Debutoval ve Francouzské jednadvacítce proti Švédsku 14. listopadu 2006. V červenci 2010 se domluvil s Tožskou fotbalovou federací na tom, že bude reprezentovat jeho rodnou zemi.
Za tožskou reprezentaci si odbyl debut 11. srpen 2010 v zápase proti Saúdské Arábii. K létu 2020 odehrál 19 utkání, ve kterých se jednou střelecky prosadil.